# Gaćište
Gaćište falu Horvátországban Verőce-Drávamente megyében. Közigazgatásilag Suhopoljéhoz tartozik.

## Fekvése
Verőce központjától légvonalban 15, közúton 18 km-re keletre, községközpontjától 7 km-re északkeletre, Nyugat-Szlavóniában, a Drávamenti-síkságon, Orešac és Zvonimirovo között fekszik.

## Története
A falu területe az itt talált régészeti leletek tanúsága szerint már ősidők óta lakott volt. A leletek a késő bronzkortól a középkorig terjednek. A legkorábbi, késő bronzkori időszakot a 99. számú háznál és a falutól északra, a Jasikra vezető út mentén előkerült, az urnamezős kultúrához tartozó leletek képviselik. A vaskorból a Gaćište és Brežnica közötti Bent lelőhelynek a laténi kultúrához tartozó leletei származnak. Római kori leleteket találtak a templom és a fő útkereszteződés között húzódó domb északi oldalán és a Jasiktól keletre fekvő szántóföldön. A kora középkorból származnak a Zvonimirovo felé vezető út melletti Japaga lelőhely lelete és a Jasiktól keletre eső Rječina lelőhely leletei. Kétségkívül középkori település volt a Drávához közeli Ada nevű dűlőben, ahol sok középkori cseréptöredéket találtak.
A mai települést valószínűleg a 17. században alapították délről, főként Kelet-Boszniából és Hercegovinából érkezett pravoszláv szerb családok. Az első katonai felmérés térképén „Dorf Gacsissese” néven találjuk. Lipszky János 1808-ban Budán kiadott repertóriumában „Gachische” néven szerepel. Nagy Lajos 1829-ben kiadott művében „Gacsische” néven 73 házzal, 39 katolikus és 397 ortodox vallású lakossal szerepel.
A település Verőce vármegye Verőcei járásának része volt. 1857-ben 491, 1910-ben 726 lakosa volt. 1910-ben a népszámlálás adatai szerint lakosságának 61%-a szerb, 33%-a magyar, 4%-a horvát, 3%-a német anyanyelvű volt. Az I. világháború után 1918-ban az új szerb-horvát-szlovén állam, majd később (1929-ben) Jugoszlávia része lett. 1991-ben 349 főnyi lakosságának 75%-a szerb, 15%-a horvát nemzetiségű volt. 2011-ben a településnek 221 lakosa volt.

## Lakossága
| Lakosság változása | Lakosság változása | Lakosság változása | Lakosság változása | Lakosság változása | Lakosság változása | Lakosság változása | Lakosság változása | Lakosság változása | Lakosság változása | Lakosság változása | Lakosság változása | Lakosság változása | Lakosság változása | Lakosság változása | Lakosság változása |
| ------------------ | ------------------ | ------------------ | ------------------ | ------------------ | ------------------ | ------------------ | ------------------ | ------------------ | ------------------ | ------------------ | ------------------ | ------------------ | ------------------ | ------------------ | ------------------ |
| 1857               | 1869               | 1880               | 1890               | 1900               | 1910               | 1921               | 1931               | 1948               | 1953               | 1961               | 1971               | 1981               | 1991               | 2001               | 2011               |
| 491                | 512                | 566                | 560                | 689                | 726                | 694                | 900                | 758                | 727                | 717                | 574                | 410                | 349                | 280                | 221                |

## Nevezetességei
Szent György tiszteletére szentelt pravoszláv temploma 1965-ben épült a II. világháború során az usztasák által lerombolt régi templom helyén, melyet még 1748-ban építettek és a Legszentebb Istenanya születése tiszteletére szenteltek. A mai templom egyhajós, keleti tájolású, harangtornya a nyugati homlokzat előtt áll. 2003-ban szentelték fel. Ikonosztázát 1937-ben készítették. A falu Zvonimirovo felőli bejáratánál található pravoszláv temetőben különösen értékes és díszes pravoszláv keresztek láthatók.
A falu és határa különösen gazdag régészeti lelőhelyekben. Legtöbbjüket a lokálpatrióta kutató Ratko Radijevac találta és kutatta először:
- Nyugatról erdő, délről csatorna határolja a Drávához közeli Ada dűlőt, ahol Ratko Radijevac sok középkori cseréptöredéket talált. A leletek a középkorban itt létezett településre utalnak.
- Gaćište és Brežnica között található a Bent nevű lelőhely számos, a latén kultúrához tartozó kerámia töredékkel. A helyiek elmondása szerint dr. Podnar sebészorvos 1972-ben vásárolt egy innen származó sírkőlapot, melyet emberi alakok, alma, kehely és bárány ábrázolások díszítettek. A leletnek ezután nyoma veszett. A latén kori kerámia leletek Ratko Radijevac magángyűjteményébe kerültek.
- A Gaćištéről Zvonimirovo felé vezető út jobb oldalán, a pravoszláv temető mellett Ratko Radijevac egy kora középkori, egyik oldalon stilizált nőalakot, a másik oldalán virágot ábrázoló öntőformát talált.
- A Dráva közelében, a Jasik nevű határrészen a Gaćištéről Jasikra vezető út mellett késő bronzkori, kora vaskori és késő vaskori leletanyag került elő. Az első leleteket Ratko Radijevac szerezte meg és kerültek gyűjteményébe. Ugyanitt cukorrépa lerakóhely kialakítása során cserép és fémleleteket találtak, melyek a zágrábi régészeti múzeumba kerültek.
- A falu 99-es számú házánál 1984-ben az urnamezős kultúra idejéből származó, teljes épségben megmaradt urnát, hamvakat és cseréptöredékeket találtak.
- A falu északi határában fekvő Rječinán egy mezőgazdasági művelés alatt álló magaslat alatt északról és északkeletről a megyei csatorna által határolt területen római és kora középkori régészeti lelőhely található.
- A templom és a fő útkereszteződés között fekszik a Rječinske bašče régészeti lelőhely, mely két, mezőgazdasági művelés alatt álló magaslatra terjed ki. Ennek déli oldalán történelem előtti, az északi oldalon pedig római leletek találhatók. Az első leletek itt is Ratko Radijevac gyűjteményébe kerültek, aki a lelőhellyel átellenben lakott.